# Trachelyopterichthys anduzei
Trachelyopterichthys anduzei är en fiskart som beskrevs av Carl J. Ferraris, Jr. och Fernandez, 1987. Trachelyopterichthys anduzei ingår i släktet Trachelyopterichthys och familjen Auchenipteridae. Inga underarter finns listade i Catalogue of Life.